# Dmitrij Ukolov
Dmitrij Ukolov (rusky Дмитрий Матвеевич Уколов; 23. října 1929, Moskva – 25. listopadu 1992, Moskva) byl sovětský reprezentační hráč ledního hokeje. V roce 1954 získal titul Zasloužilého mistra sportu.
S reprezentací Sovětského svazu získal jednu zlatou olympijskou medaili (1956). Dále je držitelem jednoho zlata (1954) a tři stříbra (1955, 1958 a 1959) z MS.